# Vena
Una vena, in anatomia, è un vaso sanguigno che conduce il sangue verso il cuore. La maggior parte delle vene trasporta il sangue privo di ossigeno (o meglio, con una concentrazione minore di ossigeno) dai tessuti al cuore, con l'eccezione delle vene polmonari e delle vene ombelicali, che trasportano il sangue ossigenato verso il cuore. Sono vene anche quei vasi che costruiscono un proprio distretto vascolare: come ad esempio i vasi del sistema portale enterico e il sistema portale ipofisario. Le arterie invece sono i vasi che portano il sangue ossigenato dal cuore ai tessuti. Le vene sono dotate di una muscolatura meno spessa rispetto alle arterie e in genere si trovano più vicine alla pelle. Questi vasi sanguigni possono essere dotati di valvole per prevenire il reflusso sanguigno. Le vene contengono la maggior parte del volume sanguigno, circa il 60%.

## Struttura
Le vene sono presenti in tutto il corpo, e possono essere classificate in diversi modiː superficiali o profonde, polmonari o sistemiche e grandi o piccole.
- Le vene superficiali sono quelle più vicine alla superficie del corpo e non sono accoppiate alle arterie.
- Le vene profonde si trovano più lontane dalla superficie corporea e sono accoppiate alle arterie.
- Le vene perforanti collegano le vene superficiali a quelle profonde, e di solito si trovano negli arti inferiori.[1]
- Le vene polmonari rilasciano sangue ossigenato dai polmoni al cuore.
- Le vene sistemiche drenano i tessuti del corpo e trasportano il sangue deossigenato al cuore.

La maggior parte delle vene è dotata di valvole a "nido di rondine"" che hanno la funzione di impedire il reflusso del sangue nella direzione opposta. Le vene sono traslucide, quindi il loro colore è determinato in gran parte dal colore del sangue venoso, che solitamente è rosso scuro a causa del basso contenuto di ossigeno. Dall'esterno le vene ci appaiono blu perché il grasso sottocutaneo assorbe la luce a bassa frequenza, permettendo alle lunghezze d'onda blu di penetrare attraverso la vena per poi riflettere all'osservatore il colore blu. Il colore di una vena viene anche influenzato dalle caratteristiche della pelle di ciascun individuo, dalla quantità di ossigeno trasportata nel sangue e da quanto grandi e profondi siano i vasi.

### Istologia
Microscopicamente, le vene sono dotate di uno spesso strato esterno detto tonaca esterna o tonaca avventizia, composto da tessuto connettivo. Lo strato intermedio, detto tonaca media, è formato da bande muscolari lisce ed è in genere più sottile di quello delle arterie, dal momento che le vene non funzionano in modo contrattile e non sono soggette alle alte pressioni della sistole, come lo sono le arterie. L'interno delle vene è rivestito di cellule endoteliali che formano la tonaca intima. La posizione delle vene varia molto più da persona a persona rispetto a quella delle arterie.

### Sistema venoso
Le vene più grandi del corpo umano sono le vene cave, che entrano nell'atrio destro del cuore dall'alto e dal basso. La vena cava superiore trasporta il sangue dalle braccia e la testa verso l'atrio destro del cuore, mentre la vena cava inferiore trasporta il sangue dalle gambe e dall'addome verso il cuore. La vena cava inferiore è retroperitoneale e corre a destra, approssimativamente parallela all'aorta addominale lungo la colonna vertebrale. Le vene cave sfociano in altre vene di medio calibro che a loro volta si diramano in vene più piccole, formando il sistema venoso.
Le vene polmonari portano sangue ossigenato dai polmoni al cuore. Le cave superiori e inferiori trasportano il sangue deossigenato dalla circolazione sistemica superiore e inferiore.
Il sistema venoso portale è composto da una serie di vene e venule che collegano direttamente due letti capillari, come ad esempio i vasi del sistema portale enterico e il sistema portale ipofisario.
Le vene periferiche trasportano il sangue dagli arti, dalle mani e dai piedi.

### Vene cardiache
Le vene cardiache hanno il compito di rimuovere il sangue dal muscolo cardiaco. Le vene coronariche portano il sangue con un basso livello di ossigeno dal miocardio all'atrio destro. La maggior parte del sangue delle vene coronarie sfocia nel seno coronario. L'anatomia delle vene del cuore è variabile, ma generalmente sono presenti: la grande vena cardiaca, la vena cardiaca media, la piccola vena cardiaca, la vena posteriore del ventricolo sinistro e la vena di Marshall, le vene cardiache anteriori, le vene cardiache minori.

## Funzioni
Nella circolazione sistemica, le vene sono quei vasi che trasportano il sangue carico di anidride carbonica dalla periferia del corpo al cuore, mentre nella circolazione polmonare portano il sangue ossigenato (detto arterializzato) dai polmoni verso il cuore. Il sangue deossigenato che viene trasportato dai tessuti al cuore per essere ossigenato non è totalmente privo di ossigeno, ma ne ha una quantità considerevolmente inferiore rispetto a quello trasportato dalle arterie sistemiche o dalle vene polmonari.
Il sangue ossigenato viene pompato nelle arterie dal ventricolo sinistro, per poi arrivare ai capillari di muscoli e organi, dove avviene lo scambio di nutrienti e gas. Dopo aver raccolto i rifiuti cellulari e l'anidride carbonica il sangue viene convogliato attraverso vasi che convergono a formare le venule, che confluiscono nelle vene più grandi. Il sangue deossigenato arriva nell'atrio destro del cuore, che trasferisce il sangue al ventricolo destro, dove viene poi pompato attraverso le arterie polmonari ai polmoni. Le vene polmonari restituiscono il sangue ossigenato all'atrio sinistro, che si svuota nel ventricolo sinistro, completando il ciclo di circolazione sanguigna.
Il ritorno del sangue al cuore è assistito durante la respirazione dalla pompa muscolare e dalla pompa toracica. Stare in piedi o seduti per un periodo prolungato di tempo può causare un ritorno venoso che può comportare degli svenimenti. Normalmente gli svenimenti sono scongiurati dall'azione dei barocettori presenti nei seni aortici, che attivano un baroriflesso da parte dell'angiotensina II e la noradrenalina che a loro volta stimolano la vasocostrizione e aumentano la frequenza cardiaca per riportare il flusso sanguigno a livelli normali. Anche lo shock neurogeno e ipovolemico può causare svenimenti. In questi casi, i muscoli lisci che circondano le vene si allentano e le vene si riempiono con la maggior parte del sangue nel corpo, mantenendo il sangue lontano dal cervello e causando perdita di coscienza. I piloti di jet indossano tute pressurizzate per aiutare a mantenere il ritorno venoso e la pressione sanguigna.
Le vene portali trasportano il sangue tra i letti capillari. Ad esempio, la vena porta epatica prende il sangue dai letti capillari del tratto digestivo e lo trasporta nei letti dei capillari epatici. Il sangue viene poi drenato nel tratto gastrointestinale e nella milza, dove viene assorbito dalle vene epatiche e viene riportato nel cuore. Questa è una funzione molto importante nei mammiferi, perciò un danno alla vena porta epatica può essere molto pericoloso. La coagulazione del sangue nella vena porta epatica può causare ipertensione portale, che si traduce in una diminuzione di liquido ematico nel fegato.
Nel feto la vena ombelicale trasporta ossigeno e nutrienti dalla placenta al fegato e da qui, attraverso la vena cava, al cuore.

## Differenze tra arterie e vene
La differenza tra vene e arterie è la direzione di flusso (fuori dal cuore per le arterie, verso il cuore per le vene), non il contenuto di ossigeno del sangue trasportato.
Le vene hanno una struttura per lo più simile a quella delle arterie, solo che le arterie hanno pareti più robuste ed elastiche perché devono sopportare la forte pressione del sangue. Inoltre la grande differenza è che le vene possiedono delle valvole dette "a nido di rondine" che impediscono al sangue di rifluire (tornare indietro) per effetto della forza di gravità.
Le vene di tutti i distretti presentano una componente prevalentemente elastica della parete.

Le vene possono avere la medesima distribuzione delle arterie, decorrendo parallelamente a queste, come negli arti, oppure avere un'arborizzazione propria e differente, come nel fegato e nel cervello.

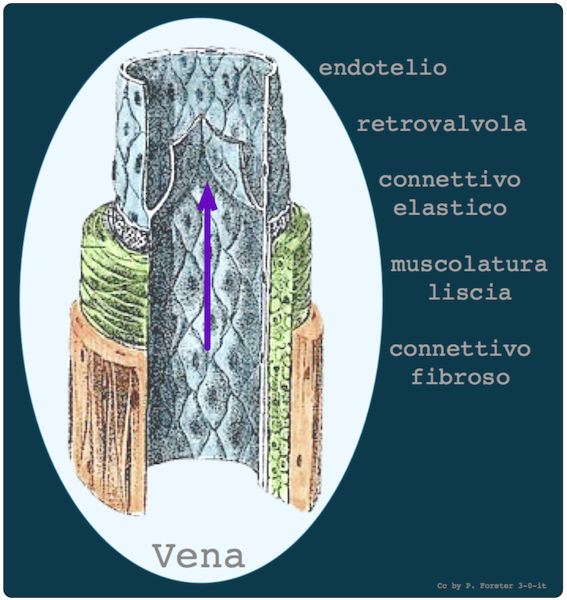
Pareti di una vena
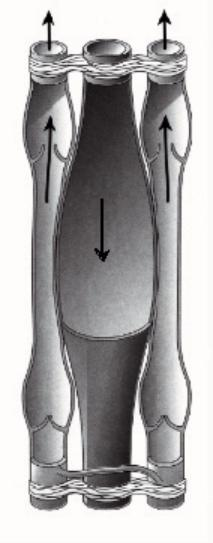
Pompa venosa riflessiva
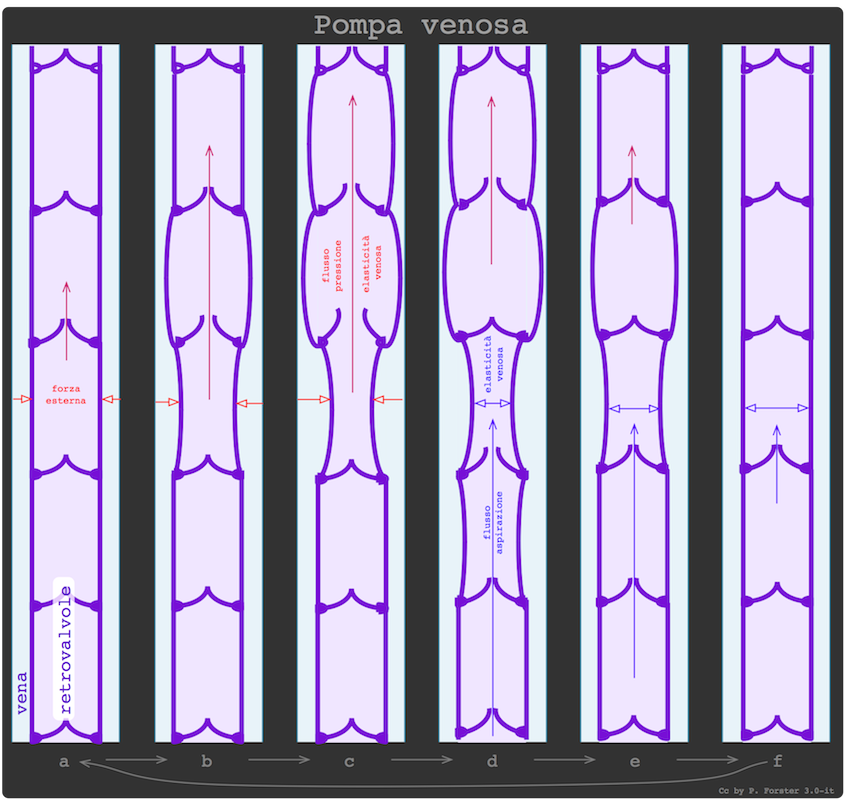
Pompa venosa
Flusso venoso

## Fisiologia

Schema del funzionamento di una valvola a nido di rondine, che non permette il deflusso di sangue

Il sangue scorre nelle vene grazie a diversi fattori idraulici, quali la differenza di pressione tra i due capi del vaso, la contrazione delle pareti del vaso venoso, la pompa respiratoria nel tronco, la pompa muscolare negli arti, l'effetto della gravità, l'inestensibilità delle pareti dei seni venosi intracranici, la motilità delle valvole a nido di rondine e la pompa cardiaca.

## Patologia

### Insufficienza venosa
L'insufficienza venosa è il disturbo più comune del sistema venoso e si manifesta solitamente attraverso le vene varicose. Esistono diversi trattamenti, a seconda del tipo di vene del paziente e dell'esperienza del medico. Alcuni esempi sono l'ablazione termica endovenosa mediante radiofrequenza o laser, stripping della vena, flebectomia ambulatoriale, scleroterapia con schiuma, laser o compressione.
La sindrome postflebitica è l'insufficienza venosa che si sviluppa in seguito a trombosi venosa profonda.

### Trombosi venosa profonda
La trombosi venosa profonda è una condizione in cui si forma un coagulo sanguigno in una vena profonda. Si verifica di solito nelle vene delle gambe, ma anche nelle braccia. L'immobilità, il cancro, l'obesità, traumi e disturbi congeniti rendono più frequenti i coaguli e sono fattori di rischio per la trombosi venosa profonda. Questa patologia può causare un rigonfiamento dell'arto interessato e causare dolore ed eruzioni cutanee. Nel peggiore dei casi, la trombosi può estendersi o si può verificare un distacco del coagulo, che arrivando ai polmoni causa l'embolia polmonare.
Il trattamento della trombosi venosa profonda dipende dalle sue dimensioni, dai sintomi e dai fattori di rischio. Generalmente si usa un anticoagulante per prevenire la formazione di coaguli o per ridurre le dimensioni del coagulo.

### Ipertensione portale
Le vene porte si trovano nell'addome e irrorano il fegato. L'ipertensione portale è associata a cirrosi, malattie del fegato, tumori, tubercolosi o ad altre condizioni come la sindrome di Budd-Chiari. Quando la pressione aumenta nelle vena porta si sviluppa una circolazione collaterale che provoca la formazione di vene come le varici esofagee.

## Storia
La prima descrizione dell'apparato circolatorio conosciuta si trova nel Papiro Ebers (XVI secolo a.C.), un antico papiro egiziano contenente oltre 700 ricette e rimedi, sia fisici sia spirituali. Il papiro riconosce la connessione del cuore alle arterie. Gli Egiziani pensavano che l'aria entrasse attraverso la bocca, nei polmoni e nel cuore per poi passare in tutto il corpo attraverso le arterie. La descrizione dell'apparato circolatorio riportata in questo papiro, seppur errata, rappresenta uno dei primi esempi di pensiero scientifico.
Nel sesto secolo a.C. in India il medico ayurvedico Sushruta aveva ipotizzato la circolazione dei fluidi vitali attraverso le arterie del corpo, descritte come "canali".
Le valvole del cuore sono state scoperte da un medico della scuola di Ippocrate intorno al IV secolo a.C. che però non ne comprese la funzione. Visto che il sangue si accumula nelle vene dopo la morte, le arterie sembrano vuote, quindi gli antichi anatomisti pensavano che fossero adibite al trasporto dell'aria.
Il medico greco Erofilo è stato il primo a distinguere le vene dalle arterie, mentre l'anatomista greco Erasistrato, dopo aver osservato che dalle arterie recise usciva il sangue, pensava che potesse passare nelle arterie tramite piccoli vasi. In pratica aveva ipotizzato una circolazione al contrario.
Nel II secolo d.C., il medico greco Galeno sapeva che i vasi sanguigni trasportavano il sangue e distingueva il sangue venoso da quello arterioso, attribuendo a ciascuno funzioni distinte. Secondo Galeno la crescita e l'energia derivano dal sangue venoso creato nel fegato, mentre il sangue arterioso contiene aria ed è originato nel cuore.
Nel 1025, il Canone della medicina del medico persiano Avicenna aveva accettato la nozione greca riguardante l'esistenza di un buco nel setto ventricolare attraverso il quale il sangue passava tra i ventricoli. Avicenna aveva anche fornito una spiegazione corretta sulla pulsazione.
Nel 1242, il medico arabo Ibn al-Nafis è stata la prima persona a descrivere accuratamente il processo di circolazione polmonare, ipotizzando anche la presenza dei capillari.

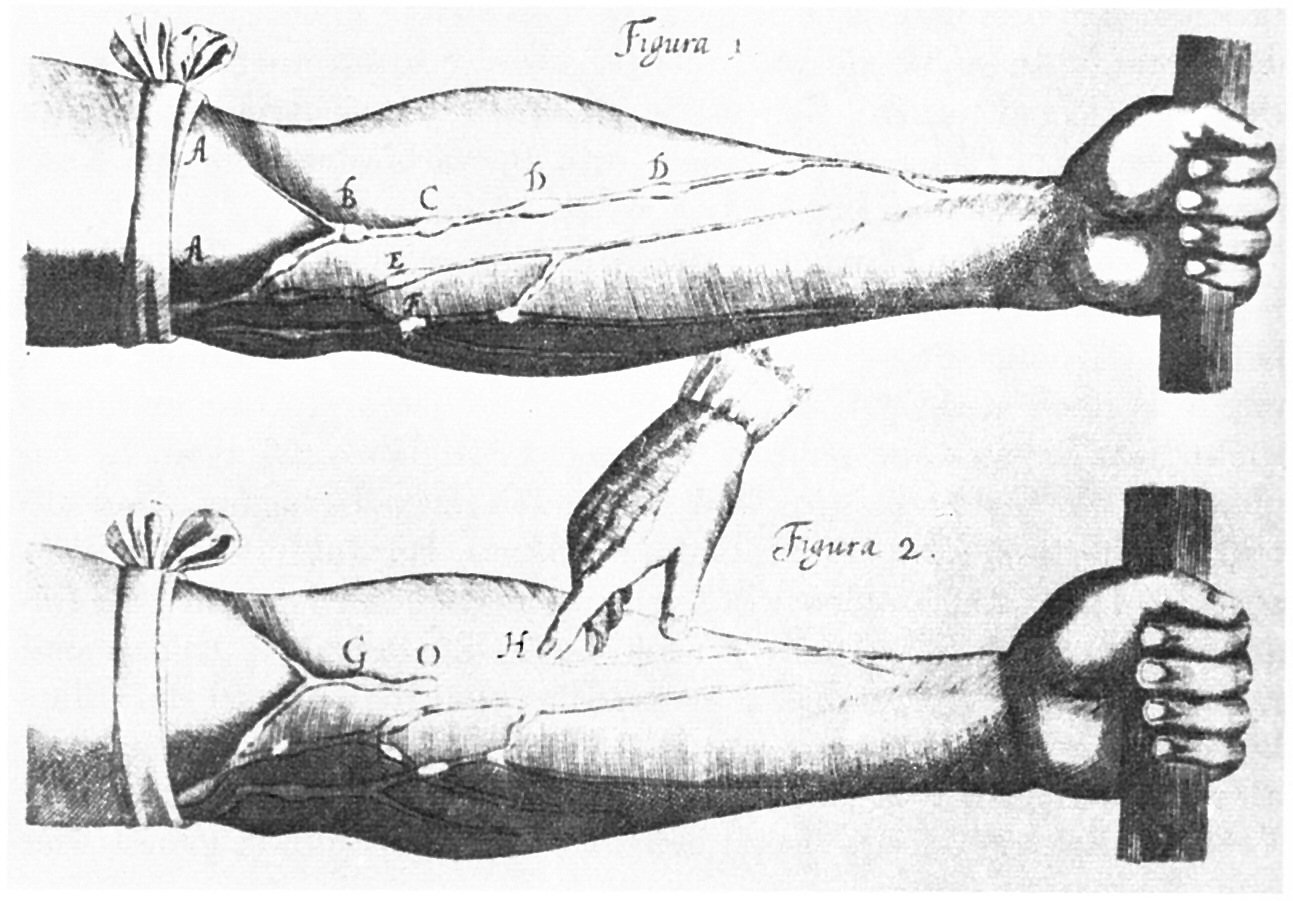
Illustrazione delle vene (William Harvey)

Michele Serveto è stato il primo europeo a descrivere la circolazione polmonare nel Manoscritto di Parigi del 1546, che non è stato mai pubblicato. La sua descrizione è stata pubblicata successivamente nel trattato teologico Christianismi Restitutio. Sono sopravvissute solo tre copie del libro, che sono rimaste nascoste per decenni, le restanti sono state bruciate dopo la pubblicazione nel 1553 a causa delle persecuzioni contro Serveto da parte delle autorità religiose. Colui che ha scoperto ufficialmente la circolazione polmonare è stato Realdo Colombo, nel 1559.
William Harvey, allievo di Girolamo Fabrici, aveva eseguito una serie di esperimenti e pubblicato l'Esercitazione Anatomica de Motu Cordis et Sanguinis in Animalibus nel 1628, che ha dimostrato la connessione diretta tra i sistemi venoso e arterioso in tutto il corpo. Harvey aveva anche sostenuto che il battito del cuore produce una circolazione continua di sangue. Tuttavia, non era stato in grado di identificare il sistema capillare; che venne scoperto da Marcello Malpighi nel 1661.
Nel 1956, André Frédéric Cournand, Werner Forssmann e Dickinson W. Richards ricevettero il premio Nobel per la medicina per le scoperte riguardanti il cuore e la patologia dell'apparato circolatorio.